# 칼라추리 왕조
칼라추리 왕조는 현재의 마하라슈트라주와 구자라트주 본토 및 마디아프라데시주 남부 지역을 통치했던 중세 인도의 왕조였다. 그들의 수도는 마히쉬마티에 위치해 있었다. 금석문 및 화폐학적 증거에 따르면, 엘로라 석굴 및 엘레판타 동굴의 가장 오래된 동굴 유적은 칼라추리 통치 기간 동안 건설되었다.
이 왕조의 기원은 불분명하다. 6세기에 칼라추리 왕조는 이전 굽타 제국과 바카타카 왕조, 비슈누쿤디나 왕조가 통치했던 영토를 장악했다. 비문 증거를 통해 알려진 칼라추리 왕은 샹카라가나, 크리슈나라자, 붓다라자 단 세 명뿐이다. 칼라추리 왕조는 7세기에 바타피 찰루키아 왕조에게 권력을 잃었다. 일부 이론은 후대의 트리푸리 칼라추리 왕조와 칼야니 칼라추리 왕조가 마히쉬마티의 칼라추리 왕조와 연결되어 있다고 주장한다.

## 기원
칼라추리 왕조의 기원은 불확실하다. 비문에서는 칼라추리(Kalachuri, Kalatsuri), 카타추리(Katatchuri) 등으로 다양하게 알려져 있다. 7세기에서 8세기 남부 이웃 국가인 바타피 찰루키아 왕조의 기록과 같은 일부 역사 기록들은 그들을 하이하야라고 부르기도 하지만, 마히쉬마티의 칼라추리 왕조는 현존하는 기록 중 어느 곳에서도 자신들을 이 이름으로 부르지 않는다. 칼라추리 왕조가 단순히 그들의 수도가 마히쉬마티였기 때문에 하이하야라고 불리게 되었을 가능성도 있다. 푸라나 전통에 따르면 마히쉬마티는 하이하야 통치자 마히스만타에 의해 세워졌다. R. C. 마줌다르에 따르면, 칼라추리 왕조는 기원후 248-249년의 연대를 사용했는데, 이는 나중에 체디 시대로 불렸다. 하지만 그들은 라타와 나시크 지역을 정복한 후에 그 연대를 채택한 것으로 보인다. 이는 초기 보조금에서 굽타기원이 사용된 것으로 시사된다. 후대의 트리푸리 칼라추리 왕조는 자신들을 하이하야라고 불렀으며, 전설적인 하이하야 통치자 카르타비리야 아르주나에게서 혈통을 추적했다.
D. R. 반다르카르와 같은 일부 초기 학자들은 칼라추리 왕조의 외래 기원을 제안했다. 예를 들어, 반다르카르는 푸라나 전통에 따르면 하이하야족이 샤카족, 야바나족, 카사족과 같은 외래 부족의 도움을 받았다고 주장한다. 따라서 반다르카르는 하이하야족(칼라추리 왕조가 자신들의 기원이라고 주장하는)도 외래 부족이라고 추정한다. 후대의 학자들은 이 이론을 거부했다.

## 영토
칼라추리 비문에 따르면, 왕조는 아보나, 상케다, 사르사바니, 바드너를 지배했다. 문헌 기록에 따르면 그들의 수도는 말와 지역의 마히쉬마티에 있었다.
왕조는 또한 비다르바를 지배했으며, 그곳에서 그들은 바카타카 왕조와 비슈누쿤디나 왕조를 계승했다.
게다가 칼라추리는 6세기 중반까지 북부 콘칸 (엘레판타 동굴 주변)을 정복했다. 이곳에서 그들은 트라이쿠타카 왕조를 계승했다.
제2대 칼라추리 왕 샹카라가나는 597년경 말와족의 마하세나굽타로부터 우자인을 장악했다. 608년경 제3대 칼라추리 왕 붓다라자는 카나우지의 라지야바르다나 2세가 605년에 말와족의 데바굽타를 물리친 후 말와에서 후굽타 왕조의 통치가 끝난 뒤 비디샤를 장악했다.

## 역사

### 크리슈나라자
크리슈나라자(재위 약 550-575년)는 알려진 가장 초기 칼라추리 통치자이며, 아마도 마히쉬마티를 수도로 하여 왕조를 세웠을 것이다. 기원후 550년경 지역의 정치 상황은 그에게 유리했다. 야쇼다르만의 사망으로 말와에 정치적 공백이 생겼고, 마하라슈트라주에서는 바카타카 왕조의 통치가 끝났으며, 마이트라카 왕조의 세력은 구자라트주에서 쇠퇴하고 있었다.

#### 크리슈나라자의 주화
크리슈나라자의 주화는 북쪽의 라자스탄에서 남쪽의 사타라구까지, 서쪽의 뭄바이 (살셋섬)에서 동쪽의 아마라바티구까지 여러 곳에서 발견되었다. 이 주화들은 그의 사망 후 거의 150년 동안 유통되었던 것으로 보이며, 서기 710-711년(칼라추리 시대 461년)에 발행된 보가샤크티의 안자네리 동판 비문에 "크리슈나라자-루파카"로 언급되어 있다. 따라서 크리슈나라자의 통치가 이 전체 영토에 걸쳐 있었는지, 아니면 이 주화들이 그의 사망 후 먼 곳으로 유통되었는지는 확실하지 않다.
크리슈나라자의 현존하는 주화는 모두 은으로 만들어졌고, 둥근 모양이며, 무게는 29 그레인이다. 그들은 이전 왕조들, 즉 서사트라프, 트라이쿠타카 왕조, 굽타 제국이 발행한 주화 디자인을 모방했다. 앞면에는 왕의 흉상이 오른쪽을 향하고 있고, 뒷면에는 힌두 신 시바의 바하나인 소 난디의 형상이 있다. 난디 디자인은 굽타 왕 스칸다굽타가 발행한 주화를 기반으로 한다.
브라흐미 문자 비문은 그의 주화에서 왕을 시바의 신자(파라마-마헤슈바라)로 묘사하고 난디 상을 둘러싸고 있다. 그의 아들 샹카라가나의 비문도 그를 태어날 때부터 파슈파티(시바의 한 면모)의 신자로 묘사한다. 역사적 증거는 그가 엘레판타 석굴의 시바 기념물과 엘로라 석굴의 가장 오래된 브라만교 동굴을 의뢰했을 가능성을 시사하며, 이곳에서 그의 주화가 발견되었다.

### 샹카라가나

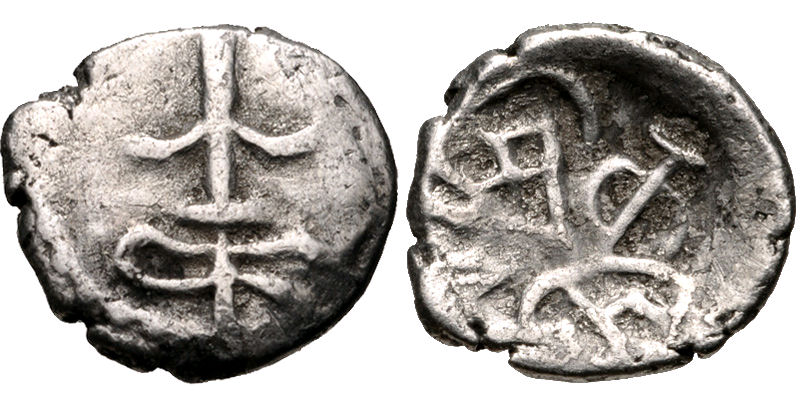
칼라추리 봉신 칼라하시라 왕의 주화. 약 (575-610).

크리슈나라자의 아들 샹카라가나는 기원후 575년에서 600년 사이에 통치했다. 그는 우자인과 니르군디파드라카에서 발행된 자신의 통치 기간 동안의 비문으로 증명되는 왕조의 가장 초기 통치자이다. 그는 카나우지 왕에 의해 마가다의 나머지 제국에서 쫓겨난 후 말와를 통치했던 왕 마하세나굽타와 전쟁을 벌였던 것으로 여겨진다.
샹카라가나의 서기 597년(칼라추리 시대 347년) 비문은 아보나에서 발견되었으며 우자야이니(현재의 우자인)에 있는 그의 진영에서 발행되었다. 이 비문은 칼라추리 왕조의 가장 오래된 금석문 기록이다. 이 비문은 그가 칼리바나(현재 나시크구)에 있는 브라만에게 보가-바르다나(현재 보카르단)의 땅을 하사한 것을 기록한다. 이는 샹카라가나가 후굽타 왕조의 왕 마하세나굽타의 말와 왕국을 침략했으며, 마하세나굽타는 이 시기에 비디샤로 이동했을 가능성이 있음을 시사한다.
아보나 비문은 샹카라가나를 서쪽 바다에서 동쪽 바다까지 이르는 광대한 영토의 군주로 묘사한다. 샹카라가나의 군사 장교인 샨틸라가 그의 "승리 진영"인 니르군디파드라카(현재 구자라트주 중부)에서 발행한 또 다른 비문은 상케라에서 발견되었다. 이는 서해안의 구자라트가 그의 영토의 일부였음을 확인시켜 준다. 그는 굽타 제국 황제 스칸다굽타의 칭호를 채택했는데, 이는 그가 이전에 굽타 제국의 권한 아래 있던 서부 말와를 정복했음을 시사한다. 아보나는 현재 마하라슈트라주에 위치하며, 이는 그의 제국이 북쪽의 말와에서 남쪽의 북부 마하라슈트라주까지 확장되었음을 시사한다.
그의 아버지처럼 샹카라가나도 자신을 파라마-마헤슈바라(시바의 신도)라고 묘사했다. K. P. 자야스왈에 따르면, 8세기 경전인 아리야-만주-슈리-물라-칼파에 언급된 가나-샹카라 왕은 칼라추리 왕 샹카라-가나와 동일시될 수 있다.

### 붓다라자
붓다라자는 아버지 샹카라가나의 뒤를 이어 기원후 600년경 즉위했으며, 초기 칼라추리 왕조의 마지막 알려진 통치자이다.
붓다라자의 통치 기간 동안 바타피 찰루키아 왕조의 왕 망갈레샤가 남쪽에서 칼라추리 왕국을 공격했다. 망갈레샤의 마하쿠타 및 네루르 비문은 칼라추리 왕조에 대한 그의 승리를 기록한다. 이 침공은 완전한 정복으로 이어지지 않았는데, 이는 붓다라자의 609-610년(360 KE) 바드너와 610-611년(361 KE) 사르사바니 봉토에서 그가 각각 비디샤와 아난답푸라에 있는 "승리한" 진영에서 발행된 것으로 명시되어 있다. 바드너-비디샤 비문은 바타-나가라(현대 바드너) 하위 지역에 위치한 마을의 봉토를 기록하며, 사르사바니-아난답푸라 비문은 현재 바루치 지역에 있는 마을의 봉토를 기록한다. 약 2개월 반 간격으로 발행된 이 비문들은 붓다라자가 동쪽의 아난답푸라에서 서쪽의 비디샤까지 영토를 통제했으며, 이 기간 동안 왕이 비디샤에서 아난답푸라로 행군해야 했음을 나타낸다. 이는 붓다라자가 칸나우지의 라지야바르다나 2세에게 패배한 후굽타 왕조의 왕 데바굽타가 이전에 통치했던 말와를 608년에 장악했음을 시사한다.
한 이론에 따르면, 망갈레샤는 처음에는 그의 부하 스바미라자, 그 다음에는 풀라케신 2세의 반란으로 인해 칼라추리 왕조에 대한 그의 이득을 공고히 할 수 없었다. 붓다라자는 아마도 망갈레샤의 두 번째 찰루키아 침공으로 주권을 잃었을 것이다. 또는 그의 조카인 풀라케신 2세에게 잃었을 수도 있다. 한 이론에 따르면, 망갈레샤가 칼라추리 왕조의 세력을 종식시킨 찰루키아 통치자였다고 한다. 왜냐하면 그의 비문에는 칼라추리 왕조에 대한 그의 승리가 언급되어 있지만, 풀라케신이 이러한 업적을 이뤘다는 비문은 없기 때문이다. 다른 이론에 따르면, 풀라케신의 아이홀레 비문은 붓다라자에 대한 그의 승리를 암시한다. 이 비문은 풀라케신이 콘칸과 "세 마하라슈트라"를 정복했다고 명시하고 있으며, 이는 아마도 칼라추리 왕조와 그 봉신들의 영토를 가리킬 것이다. 이 비문에 언급된 이름 없는 적은 붓다라자였을 수 있다.
기원후 630년경까지 칼라추리 왕국의 일부였던 나시크 지역은 찰루키아 왕조의 통제 아래 있었는데, 풀라케신의 비문이 이 지역에 대한 그의 마을 부여 기록을 담고 있기 때문이다. 이는 붓다라자의 통치가 기원후 630년 이전에 끝났음을 시사한다.
기원후 639년에서 645년 사이에 인도를 방문한 중국인 여행자 현장은 중앙 인도 말와 지역의 통치자로 실라디티야라는 왕을 묘사한다. 이를 바탕으로 일부 학자들은 마이트라카 왕 실라디티야 1세 또는 다르마디티야가 붓다라자로부터 말와를 정복했다고 이론화했다. 그러나 많은 학자들은 구체적인 증거가 없기 때문에 이 이론에 대해 논쟁을 벌인다.
아버지와 할아버지처럼 붓다라자도 자신을 파라마-마헤슈바라(시바의 신자)라고 묘사했다. 그의 왕비 아난타-마하이는 파슈파타 종파에 속했다.

### 후손
붓다라자의 후계자에 대한 구체적인 정보는 없지만, 칼라추리 왕조가 마히쉬마티에서 계속 통치했을 가능성이 있다. 찰루키아 왕 비나야디티야의 687년 비문은 이 시기에 칼라추리 왕조가 찰루키아의 봉신이 되었음을 시사한다. 찰루키아 비문들은 후년에 두 왕조가 혼인 관계를 맺었을 수 있음을 암시한다.
샹카라가나의 봉토 중 하나가 발견된 상케다에서 타라라스바민이라는 왕자가 발행한 비문이 발견되었다. 이 비문은 타라라스바민을 시바의 신자로, 그의 아버지 마하라자 난나를 "카타치추리" 가문의 일원으로 묘사한다. 이 비문은 특정되지 않은 시대의 346년으로 날짜가 기재되어 있다. 이 시대를 칼라추리 시대로 가정하면, 타라라스바민은 샹카라가나와 동시대 인물이 된다. 그러나 타라라스바민과 난나는 다른 칼라추리 기록에는 언급되지 않는다. 또한 다른 칼라추리 비문과 달리 이 비문의 날짜는 십진수로 기재되어 있다. 더욱이 이 비문의 일부 표현은 7세기 센드라카 비문에서 차용된 것으로 보인다. 이러한 증거들로 인해 V. V. 미라시는 타라라스바민의 비문을 위조된 것으로 간주했다.
V. V. 미라시는 트리푸리 칼라추리 왕조를 초기 칼라추리 왕조와 연결했다. 그는 초기 칼라추리 왕조가 수도를 마히쉬마티에서 칼란자라로, 그리고 그곳에서 트리푸리로 옮겼다고 이론화한다.

## 문화적 기여

### 엘레판타

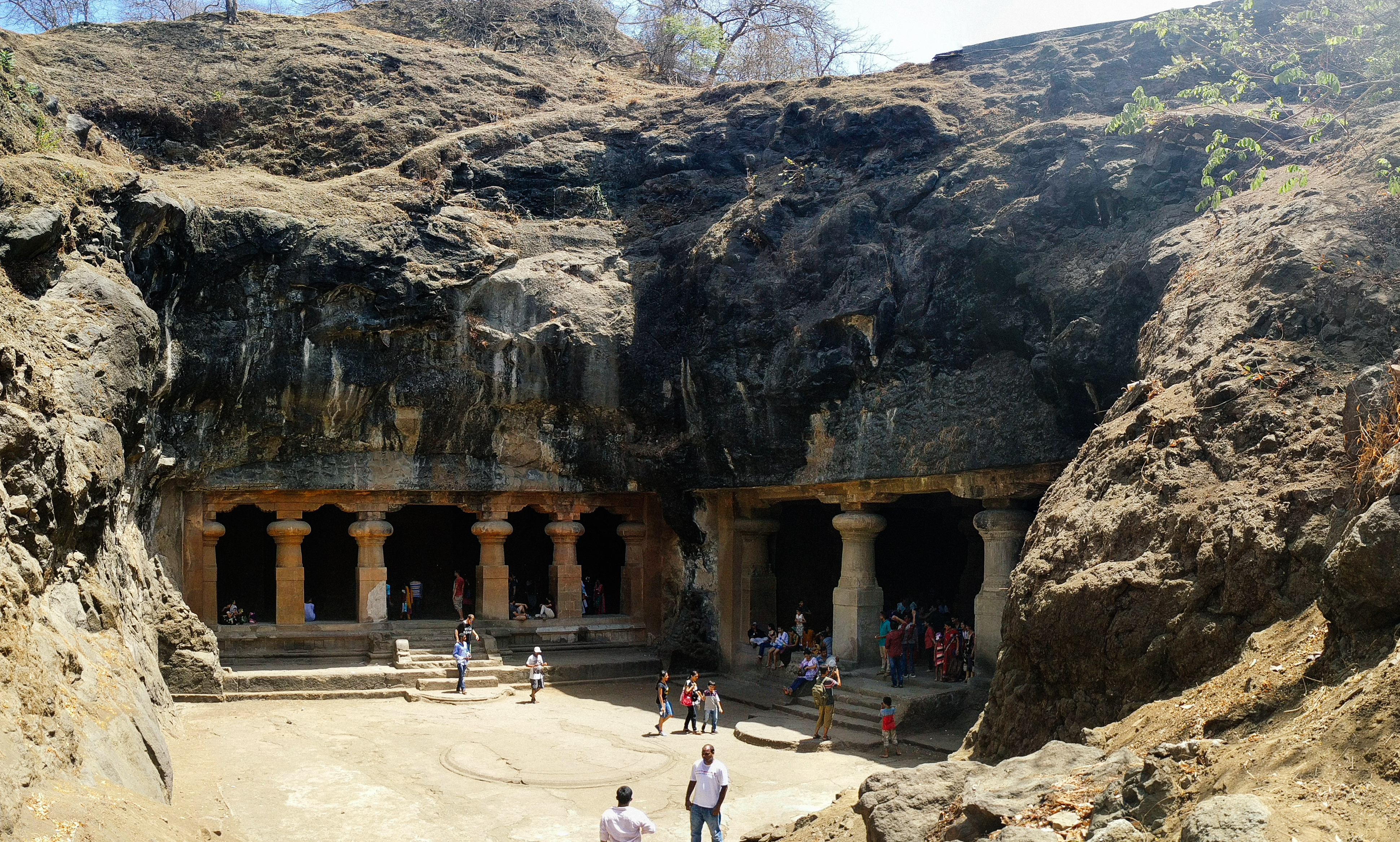
엘레판타 동굴

샤이비즘 기념물을 포함하는 엘레판타 동굴은 뭄바이 근처의 엘레판타섬에 있는 콘칸 해안을 따라 위치해 있다. 역사적 증거에 따르면 이 기념물들은 샤이바파였던 크리슈나라자와 관련이 있다.
칼라추리 왕조는 일부 엘레판타 기념물이 건설될 당시 콘칸 해안의 통치자였던 것으로 보인다. 크리슈나라자의 은화는 살셋섬 (현재 뭄바이의 일부)과 나시크구를 포함한 콘칸 해안에서 발견되었다. 엘레판타섬에서는 그의 구리 주화 약 31개가 발견되었는데, 이는 그가 섬의 주요 석굴 사원의 후원자였음을 시사한다. 화폐학자 쇼브하나 고칼레에 따르면, 이 저가 주화들은 동굴 발굴 작업에 참여한 노동자들의 임금을 지불하는 데 사용되었을 수 있다.

### 엘로라

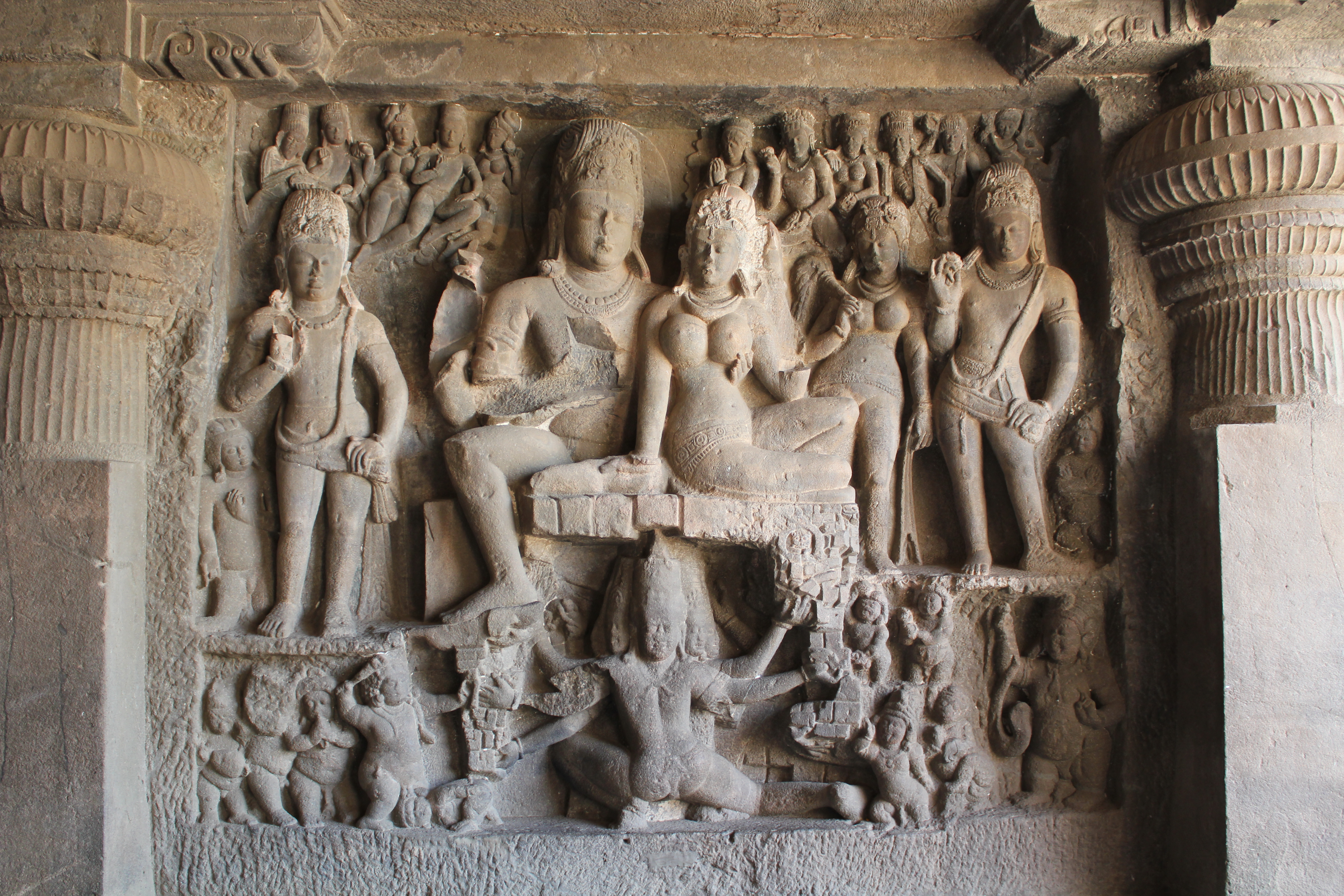
엘로라 29번 석굴

엘로라 석굴의 가장 오래된 힌두교 석굴은 칼라추리 통치 기간 동안, 그리고 아마도 칼라추리 왕조의 후원 아래 건설된 것으로 보인다. 예를 들어, 엘로라 29번 석굴은 엘레판타 석굴과 건축 및 도상학적 유사성을 보여준다. 엘로라에서 발견된 가장 오래된 주화는 21번 동굴(라메슈바라) 앞에서 발견되었으며, 크리슈나라자가 발행한 것이다.

## 통치자
다음은 말와의 칼라추리 왕조의 알려진 통치자들과 그들의 추정 통치 기간이다(IAST 이름은 괄호 안에):
- 크리슈나라자 (Kṛṣṇarāja), 재위 약 550-575년
- 샹카라가나 (Śaṃkaragaṇa), 재위 약 575-600년
- 붓다라자 (Buddharāja), 재위 약 600-625년

## 같이 보기
- 칼라추리력: 이슈바르세나가 세웠고, 칼라추리 왕조가 사용했으며 그들의 이름을 따서 명명됨
- 아비라족
- 엘레판타 동굴

### 참고 문헌
- Charles Dillard Collins (1988). 《The Iconography and Ritual of Siva at Elephanta》. SUNY Press. ISBN 9780887067730.
- Durga Prasad Dikshit (1980). 《Political History of the Chālukyas of Badami》. Abhinav. OCLC 8313041.
- Geri Hockfield Malandra (1993). 《Unfolding A Mandala: The Buddhist Cave Temples at Ellora》. SUNY Press. ISBN 9780791413555.
- Om Prakash Misra (2003). 《Archaeological Excavations in Central India: Madhya Pradesh and Chhattisgarh》. Mittal Publications. ISBN 978-81-7099-874-7.
- R. K. Sharma (1980). 《The Kalachuris and their times》. Sundeep. OCLC 7816720.
- Ronald M. Davidson (2012). 《Indian Esoteric Buddhism: A Social History of the Tantric Movement》. Columbia University Press. ISBN 9780231501026.
- V. V. Mirashi (1974). 《Bhavabhuti》. Motilal Banarsidass. ISBN 9788120811805.